# Рощеп
Рощеп (пол. Roszczep) — село в Польщі, у гміні Клембув Воломінського повіту Мазовецького воєводства.
Населення — 385 осіб (2011).
У 1975-1998 роках село належало до Остроленцького воєводства.

## Демографія
Демографічна структура станом на 31 березня 2011 року:
|          | Загалом | Допрацездатний вік | Працездатний вік | Постпрацездатний вік |
| -------- | ------- | ------------------ | ---------------- | -------------------- |
| Чоловіки | 187     | 49                 | 125              | 13                   |
| Жінки    | 198     | 47                 | 116              | 35                   |
| Разом    | 385     | 96                 | 241              | 48                   |